# César Fonte
César André Lima Fonte (Vila Franca, 10 de diciembre de 1986) es un ciclista profesional portugués que corre en el equipo Rádio Popular-Paredes-Boavista.

## Palmarés
2012
- 1 etapa de la Vuelta a Portugal[2]

2013
- Gran Premio Jornal de Noticias, más 1 etapa

2018
- 1 etapa del Gran Premio Internacional de Fronteras y la Sierra de la Estrella[3]
- 1 etapa del Gran Premio Jornal de Noticias